# Бреєшть (комуна, Бузеу)
Бреєшть, Бреєшті (рум. Brăești) — комуна у повіті Бузеу в Румунії. До складу комуни входять такі села (дані про населення за 2002 рік):
- Івенецу (656 осіб)
- Бретілешть (451 особа)
- Бреєшть (565 осіб) — адміністративний центр комуни
- Гойдешть (380 осіб)
- Пирсковелу (57 осіб)
- Піну (315 осіб)
- Руджиноаса (104 особи)

Комуна розташована на відстані 115 км на північ від Бухареста, 39 км на північний захід від Бузеу, 118 км на захід від Галаца, 74 км на схід від Брашова.

## Населення
За даними перепису населення 2002 року у комуні проживали 2528 осіб. Усі жителі комуни рідною мовою назвали румунську.
Національний склад населення комуни:
| Національність | Кількість осіб | Відсоток |
| -------------- | -------------- | -------- |
| румуни         | 2527           | > 99,9%  |
| цигани         | 1              | < 0,1%   |

Склад населення комуни за віросповіданням:
| Релігія     | Кількість осіб | Відсоток |
| ----------- | -------------- | -------- |
| православні | 2521           | 99,7%    |
| адвентисти  | 7              | 0,3%     |

## Зовнішні посилання
- Дані про комуну Бреєшть на сайті Ghidul Primăriilor [Архівовано 14 червня 2010 у Wayback Machine.]